# 崇拜

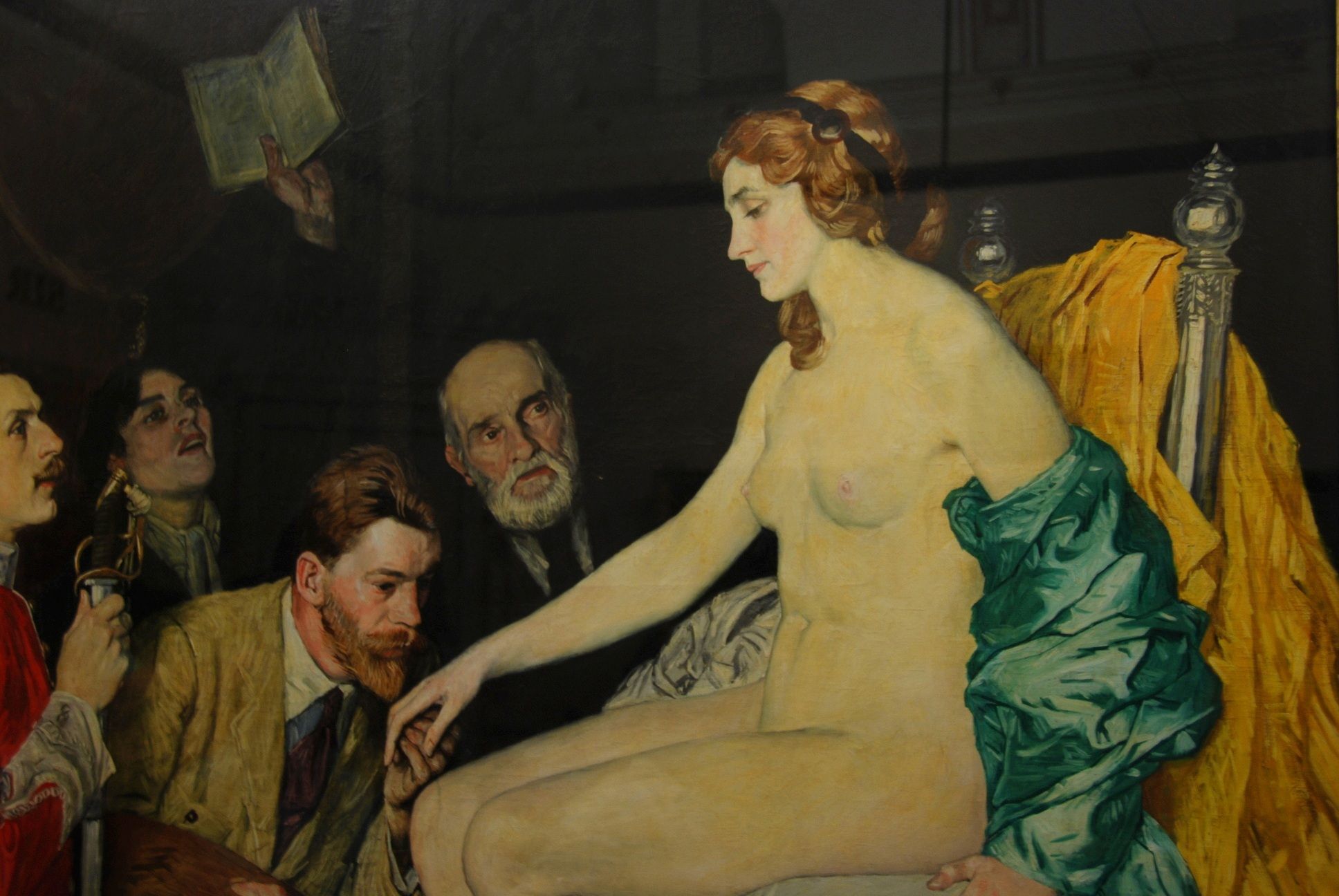
1913年William Strang所作《崇拜》

崇拜通常指宗教或信仰上對讚揚、榮耀、虔诚与愛心的特殊举动，如与超自然力的神相联系的举动。英语的崇拜（worship）在实践与习惯上屬于神學用语，宗教社会学称之为禮拜；漢語的崇拜亦即“頂禮膜拜”。
宗教崇拜的对象，表现为个体地、非正式的群体组织，或有特定头目的事务性组织的一部分如基督教堂、犹太教堂、佛教寺庙或清真寺等。崇拜也常与较高社会地位的人相联系，如君主崇拜、权力崇拜；也可以指崇拜敬重的人，如个人崇拜，可以指敬仰的偉人、英雄、政治家、企業家、發明家、專業人士、宗教領袖、爱人、偶像等等。然而人物崇拜若沒有界線、毫無克制或發展到了極端則會逐漸演變為神格化。

## 古罗马
在古罗马，崇拜是一种表达敬意和崇敬的行为。按照罗马人的风俗，崇拜通过把手放到嘴边亲吻，再向崇拜之物挥舞的动作来完成。崇拜者盖住自己的头部，之后从左边转到右边。有时他亲吻画像中众神的脚或脚趾，以此向农业之神与大力神表达崇拜。自然地，崇拜由最初的只对于神圣的事物的崇拜，演变成了对君主的崇拜。在古罗马和古希腊人们用鞠躬礼和跪拜礼表达对君王的敬意；或者用手触摸君王的长袍并亲吻手指，抑或直接亲吻长袍。

## 古代中东
在东方国家，人们会更加卑微地表示自己的崇拜。由Cyrus大帝引进的波斯法，规定人们应当亲吻王子的膝盖，用面颊触碰王子的脚，额头低入尘埃，嘴唇碰触大地。通常来说，这种固定次数的叩头是人们向东方贵族表达崇拜的一种方式。
像《旧约》中提到的其他团体一样，犹太人通过亲吻来表示崇拜。所以就像《圣经》《列王记》19章18节所说的，“上帝被迫说：‘我在以色列遗下了七千人，他们所有人都未曾慑服于巴尔的淫威，未曾卑躬屈膝，趋炎附势。’”以及《赞美诗》2章12节和《和西阿书》13章2节中的“溺爱你的儿子，这是你们灭亡的根源。”

## 西欧
在西欧，崇拜行为被描述为包含吻手礼与跪拜时所做的各种复杂动作的礼节。

## 崇拜類型
- 图腾崇拜
- 祖先崇拜
- 君主崇拜
- 权力崇拜
- 个人崇拜
- 偶像崇拜
- 净土崇拜
- 理性崇拜
- 船货崇拜
- 血液崇拜
- 肌肉崇拜
- 性崇拜